# Igor Lopatonok
Igor Lopatonok (4 de enero de 1968, Márhanets, Óblast de Dnipropetrovsk, Ucrania) es un productor y director de cine documental ucraniano con nacionalidad estadounidense. Es pionero en tecnologías de vanguardia para restaurar y colorear películas clásicas de la Unión Soviética. Es conocido por haber dirigido los documentales Ukraine on Fire (2016) y Revealing Ukraine (2019), coproducidos con Oliver Stone. Ambas películas fueron premiadas en el Festival de Cine de Taormina.

## Filmografía

### Como director
- Qazaq: History of the Golden Man (2021)
- The Everlasting Present - Ukraine: 30 Years of InDependence (2021)
- Revealing Ukraine (2019)
- Ukraine on Fire (2016)